# Sommerécourt
Sommerécourt é uma comuna francesa na região administrativa de Grande Leste, no departamento de Haute-Marne. Estende-se por uma área de 7,66 km². Em 2010 a comuna tinha 83 habitantes (densidade: 10,8 hab./km²).